# 中国社会科学院民族文学研究所
中国社会科学院民族文学研究所是中华人民共和国的一家民族文学研究机构，原名中国社会科学院少数民族文学研究所，成立于1980年，是中国社会科学院的直属研究单位。